# 曽地村
曽地村（そちむら）は、かつて新潟県刈羽郡にあった村。曾地村と表記される場合がある。

## 沿革
- 1889年（明治22年）4月1日 - 町村制施行に伴い刈羽郡曽地村、曽地新田、花田村、飯塚村、飯塚新田が合併し、曽地村が発足。
- 1901年（明治34年）11月1日 - 刈羽郡吉井村、油田村、東城村（一部）と合併し、中通村となり消滅。